# Jože Strgar
Jože Strgar, slovenski agronom in ljubljanski župan, * 21. december 1929, Jelše pri Leskovcu.
Strgar se je po maturi zaposlil v ljubljanski Mestni vrtnariji. Po diplomi leta 1962 se je zaposlil v Arboretumu Volčji Potok, kasneje pa je ustanovil lastno podjetje.
Ljubljanski župan (takrat še predsednik Skupščine mesta Ljubljana), izvoljen s strani koalicije DEMOS je bil med letoma 1990 in 1994.